# Harddrug

Schade van diverse soorten drugs en medicijnen, met name harddrugs, onderverdeeld in schade voor anderen en die voor de gebruiker zelf

Harddrugs, ook wel: zware narcotica of zware bedwelmingsmiddelen, zijn drugs waarvan de Nederlandse overheid vindt dat ze een onaanvaardbaar risico meebrengen. Dit risico ligt met name op het gebied van de gezondheid en het verslavend effect. De verboden middelen staan genoemd op Lijst I van de Opiumwet. Het vervaardigen en verhandelen van deze middelen is strafbaar. Veel middelen die als harddrug worden aangemerkt, worden in de geneeskunde als geneesmiddel voorgeschreven. Iemand mag die middelen alleen met een doktersrecept bij de apotheek halen en gebruiken. Onoordeelkundig gebruik brengt een groot risico voor de gezondheid met zich mee.
Naast harddrugs bestaan ook nog softdrugs. Het onderscheid tussen harddrugs, softdrugs en legale genotsmiddelen is een beleidskeuze, onder andere ook van openbare orde, van de overheid en de gemeenschap. Het wettelijk onderscheid tussen hard- en softdrugs is geïntroduceerd door Nederland. Inmiddels hebben enkele andere Europese landen, waaronder België, deze indeling deels overgenomen. Het onderscheid komt tot uiting in de strafmaat voor verschillende strafbare feiten en de opsporingsprioriteiten.
In andere landen, met name buiten Europa, wordt er geen onderscheid gemaakt tussen hard- en softdrugs, noch in handel in verdovende middelen of eigen gebruik. Met andere woorden: iemand die bijvoorbeeld een geringe hoeveelheid cannabis meeneemt uit Nederland en hiermee door de politie wordt betrapt, kan in veel gevallen rekenen op zware straffen.

## Versnijden
Behalve het verslavende effect zijn sommige harddrugs ook gevaarlijk door versnijding. Dit is het "verdunnen" van de drug door toevoeging van andere stoffen (vaak om meer te kunnen verdienen aan dezelfde hoeveelheid drugs). Vaak worden suikers als mannitol en inositol gebruikt voor amfetamine en cocaïne, maar ook voor heroïne, en cafeïne wordt ook vaak voor stimulerende middelen als cocaïne en amfetamine gebruikt omdat het zelf ook stimulerend is. Verder kunnen de medicijnen levamisol, fenacetinem, hydroxine of zelfs lidocaïne gebruikt worden en in zeldzame gevallen gevaarlijke versnijmiddelen zoals verpulverd porselein. Hoe verder van de bron men de drug gebruikt, hoe groter de kans op versnijding. Behalve vergiftiging is ook overdosering een risico voor de gebruiker die in contact komt met onverwacht zuivere drugs. De tolerantie voor een drug kan snel toenemen en ook weer snel afnemen als het gebruik gestaakt wordt. Een overdosis kan ook ontstaan doordat een gebruiker weer dezelfde dosis gaat gebruiken, die degene toen gewend was.

## Middelen

### Opiaten, opioïden
In vergelijking met alcohol en nicotine heeft heroïne (een opiaat) een veel sterker direct effect (roes) op het lichaam en is sneller verslavend. De zwaarste afkickverschijnselen verdwijnen over het algemeen ook sneller dan bij een lichtere drug, soms al na 3-5 dagen. Toch is het een zwaar verslavende en schadelijke harddrug, en kan de psychische afkick soms een jaar of langer duren. Andere harddrugs hebben vaak ook een sterk roeseffect, maar zijn soms minder verslavend dan nicotine en de effecten op de gezondheid bij langdurig gebruik zijn minder goed bekend. 
Medicijnen zoals verdovende slaapmiddelen, barbituraten en pijnstillers zoals opioïden hebben vaak een sterk roeseffect en kunnen ook snel tot verslavingen leiden. Misbruik van zware opioïde pijnstillers, met name fentanyl maar ook bijvoorbeeld oxycodon, heeft wereldwijd al tot honderdduizenden dodelijke slachtoffers geleid. Met name (maar niet alleen) in de VS spreekt men van een serieuze epidemie: de opioïdencrisis.

### Alcohol en nicotine
Alcohol staat in de Opiumwet niet omschreven als een harddrug, ook zijn er mensen die beweren dat alcohol geen harddrug is. Toch kan alcoholhoudende drank zowel geestelijk als lichamelijk zeer verslavend zijn, en bij frequent dagelijks gebruik zelfs schadelijker dan sommige andere harddrugs.
Ook het Trimbos-instituut betoogt dat alcohol een harddrug is, in het bijzonder wanneer grote hoeveelheden ingenomen worden. In dat licht bezien is het opvallend en zelfs merkwaardig te noemen dat deze vloeistof in de meeste landen niet verboden is. Dit heeft onder andere te maken met het feit dat gebruik van alcoholhoudende drank diep geworteld is (en algemeen geaccepteerd is) in met name de westerse cultuur, maar ook in sommige andere culturen. Een feit dat dus volstrekt niet betekent dat daarom de schadelijkheid van alcohol kan worden gebagatelliseerd.
Nicotine heeft een veel mildere directe uitwerking op het lichaam dan meerdere soorten harddrugs. Toch is nicotine zeer snel verslavend: enkele sigaretten kunnen al tot lichte onthoudingsverschijnselen leiden, die door de roker ervaren worden als een licht gevoel van ongemak of 'trek in een sigaret'. Nicotine (ook geworteld in meerdere culturen) is niet verboden volgens de Opiumwet, toch is het roken van tabak dus wel sterk verslavend. Ook is het zeer schadelijk voor de gezondheid, vooral bij jarenlang gebruik.

### Benzodiazepinen en methylfenidaat
Vanwege het vaak zwaar verslavende effect van benzodiazepinen, worden de zwaardere benzo's soms ook als harddrug gerekend, bijvoorbeeld clonazepam 2 mg en flunitrazepam (Rohypnol). Deze staan echter in Nederland niet op lijst 1 van de Opiumwet.
Methylfenidaat, beter bekend onder de merknamen Ritalin(e), Medikinet en Concerta, is een medicijn dat in Nederland en België en in vrijwel alle andere moderne landen in de wereld, in de opiumwet staat, meestal in lijst 1. Het gebruik ervan zonder recept van een arts, het (door)verkopen ervan e.d. is streng verboden. Het wordt normaal gesproken gebruikt voor ADHD of narcolepsie. Bij recreatief gebruik, zonder medische indicatie, wordt men er meestal drukker, prateriger en energieker van. Na uitwerking treden vrijwel altijd reboundverschijnselen op, waarbij men juist vermoeid kan worden of somber en lusteloos. Men heeft al snel meer nodig voor hetzelfde effect. Bij langdurig gebruik treden soms ook ontwenningsverschijnselen (vaak met een psychische oorzaak) op, en depressie (door minder (her)aanmaak van o.a. dopamine), wat weer moet herstellen. Bij personen die het voor ADHD of narcolepsie gebruiken, treedt dit over het algemeen minder snel op.

## In Nederland verboden harddrugs
Tot de verboden harddrugs volgens de Nederlandse wetgeving worden onder meer gerekend:
- 2C-B
- 4-FA
- Amfetamine oftewel 'speed'
- Barbituraat / vooral Fenobarbital
- Cocaïne / crack
- Ecstasy / MDMA / XTC
- Fentanyl
- GHB
- Heroïne
- Lsd
- Mefedron oftewel 4-MMC
- Metafedron oftewel 3-MMC
- Methadon
- Methamfetamine oftewel crystal meth
- Methylfenidaat / oftewel Ritalin(e)
- Morfine
- Opium
- Oxycodon